# Gonçalo Saraiva Matias
Gonçalo Saraiva Matias (ur. 1979 w Lizbonie) – portugalski prawnik i nauczyciel akademicki, profesor, od 2025 minister.

## Życiorys
W 2002 ukończył prawo na Portugalskim Uniwersytecie Katolickim. Na tej samej uczelni w tej dziedzinie uzyskiwał magisterium (2010) i doktorat (2014). Zawodowo związany z macierzystym uniwersytetem, na którym doszedł do stanowiska profesora. Pełnił funkcję prodziekana wydziału prawa. Specjalista w zakresie prawa konstytucyjnego, prawa administracyjnego, prawa międzynarodowego publicznego i prawa migracyjnego.
Od 2008 udzielał się jako doradca prezydenta Portugalii do spraw prawnych. Był też konsultantem w administracji rządowej. W latach 2014–2015 kierował instytucją Observatório das Migrações. W 2015 pełnił funkcję zastępcy sekretarza stanu ds. modernizacji administracji w krótko funkcjonującym drugim gabinecie Pedra Passosa Coelho. Objął stanowisko przewodniczącego fundacji Fundação Francisco Manuel dos Santos.
W czerwcu 2025 powołany na urząd ministra delegowanego i ds. reformy państwa w drugim rządzie Luísa Montenegra.

## Odznaczenia
- Wielki Oficer Orderu Infanta Henryka (2016)[4]
- Krzyż Wielki Orderu Zasługi (2025)[4].